# Alice Neel
Alice Neel   (Gladwyne, 28 de gener de 1900 - Nova York, 13 d'octubre de 1984) va ser una artista visual estatunidenca, considerada com una de les retratistes amb més personalitat del segle xx. És considerada com una artista provocadora per la seva ambició de retratar psicològicament les seves "víctimes" a traves del nu. Va viure la major part de la seva vida a Nova York, a les zones del Greenwich Village, el Harlem hispà i l'Upper West Side de Manhattan i va retratar amics, amants, familiars, veïns i algunes de les personalitats del món de l’art de la ciutat.
Les seves pintures tenen un ús expressionista de línies i color, agudesa psicològica i intensitat emocional. El seu treball representa a les dones a través d'una mirada femenina, il·lustrant-les com a conscients de l'objectivació dels homes i els efectes desmoralitzadors de la mirada masculina. El seu treball contradiu i desafia les representacions nues tradicionals i objectivades de dones pels seus antecessors masculins. Va ser anomenada com "una de les més grans retratistes del segle XX" per Barry Walker, curador de l'art modern i contemporani del Museu de Belles Arts de Houston, que va organitzar una retrospectiva de la seva obra en 2010.

## Biografia

### Vida primerenca
Va néixer el 28 de gener de 1900 en Merion Square, Pennsylvania. El seu pare era George Washington Neel, comptable del Ferrocarril de Pennsylvania, i la seva mare era Alice Concross Hartley Neel. A mitjan 1900 la seva família es va mudar a la ciutat rural de Colwyn, Pennsylvania. Era el quart de cinc nens amb tres germans i una germana. Els seus germans van ser nomenats Hartley, Albert, Lillian, Alice i George Washington Jr. El seu germà major, Hartley, va morir de diftèria poc després de néixer. Tenia només vuit anys. Va ser criada en una família de classe mitjana recta durant un temps en què hi havia poques expectatives i oportunitats per a les dones. La seva mare li havia dit: "No sé el que esperes fer en el món, només ets una noia".
El 1918, després de graduar-se de l'escola secundària, va prendre l'examen de la funció pública i va obtenir una posició d'alta remuneració que li va permetre ajudar els seus pares. Després de tres anys de treball, prenent classes d'art a la nit a Filadèlfia, el 1921 es va inscriure en el programa de belles arts a l'Escola de Disseny per a Dones de Filadèlfia (ara Moore College of Art & Design). En els seus treballs d'estudiant va rebutjar l'impressionisme, l'estil popular en aquell moment, i en el seu lloc va abraçar l'Escola Ashcan del Realisme. Es creu que aquesta influència provenia d'una de les figures més prominents de l'Escola Ashcan, Robert Henri, que també va ensenyar a l'Escola de Disseny per a Dones de Filadèlfia. A la Philadelphia School of Design for Women (ara el Moore College of Art and Design) va guanyar esment honorable en la seva classe de pintura pel Premi Francisca Naiade Balano dos anys consecutius. El 1925 va rebre el Premi Kern Doge per a la Millor Pintura en la seva classe de vida. Es va graduar a l'Escola de Disseny per a Dones de Filadèlfia el 1925. Neel sovint va dir que ella va triar assistir a una escola per a totes les nenes per a no ser distreta del seu art per les temptacions del sexe oposat.

### Cuba
El 1924, va conèixer a Carlos Enríquez, un pintor cubà de classe alta, a l'escola d'estiu de Chester Springs dirigida per la Pennsylvania Academy of the Fine Arts. La parella es va casar l'1 de juny de 1925, en Colwyn, Pennsylvania. Aviat es va traslladar a l'Havana per a viure amb la família d'Enríquez. A l'Havana, va ser abraçada per la creixent avantguarda cubana, un conjunt de joves escriptors, artistes i músics. En aquest entorn, va desenvolupar els fonaments de la seva consciència política i el seu compromís per a tota la vida amb la igualtat. Més tard va dir que va tenir la seva primera exposició en solitari a l'Havana, però no hi ha dates ni ubicacions per a confirmar-ho. El març de 1927, Neel va exposar amb el seu marit en el 12è Saló de Belles arts. Aquesta exposició també va incloure a Eduardo Abela, Víctor Manuel García Valdés, Marcelo Pogolotti i Amelia Peláez, tots ells part del Moviment Cubà Avantguarda Durant aquest temps, va tenir set servents i va viure en una mansió.

### Dificultats personals, temes per a l'art
La filla de Neel, Santillana, va néixer el 26 de desembre de 1926 a l'Havana. El 1927, no obstant això, la parella va tornar als Estats Units per a viure a Nova York. Just un mes abans del primer aniversari de Santillana, va morir de diftèria. El trauma causat per la mort de Santillana va infondre el contingut de les pintures de Neel, establint un precedent per als temes de maternitat, pèrdua i ansietat que van impregnar el seu treball durant la seva carrera. Poc després de la mort de Santillana, va quedar embarassada del seu segon fill. El 24 de novembre de 1928, Isabella Lillian (anomenada Isabetta) va néixer a Nova York. El naixement d'Isabetta va ser la inspiració per a la obra Well Baby Clinic, un desolador retrat de mares i bebès en una maternitat que recorda més a un manicomi que a una guarderia.
A la primavera del 1930, Carlos havia donat la impressió que anava a l'estranger a buscar un lloc per viure a París. En canvi, va tornar a Cuba, emportant-se Isabetta. Durant l'absència d'Enriquez, Neel va subarrendar el seu apartament a Nova York i va viatjar per treballar a l'estudi dels seus amics i companys de pintura Ethel V. Ashton i Rhonda Myers.
Plorant la pèrdua del seu espòs i filla, Neel va sofrir una crisi nerviosa massiva, va ser hospitalitzada i va intentar suïcidar-se. Va ser ingressada a la sala de suïcidis de l'Hospital General de Filadèlfia. Considerada estable gairebé un any després, Neel va ser alliberada del sanatori el 1931 i va tornar a la casa dels seus pares. Després d'una àmplia visita de la seva amiga Nadya Olyanova, Neel va tornar a Nova York.

### Era de la depressió
Allí Neel va pintar als personatges locals, incloent a Joe Gould, qui va descriure el 1933 amb múltiples penis, la qual cosa va representar el seu ego inflat i "autoengany" sobre qui era i les seves ambicions incomplides. La pintura, una estranya supervivent de les seves primeres obres, s'ha mostrat en la Tate Modern.
Durant la depressió, Neel va ser una de les primers artistes a treballar per a l'Administració d'Obres de Progrés. A la fi de 1933, se li van oferir 30 dòlars per setmana per a participar en el Projecte d'Obres Públiques d'Art (PWAP) durant una entrevista en el Museu Whitney d'Art Americà. Ella havia estat vivint en la pobresa. Mentre va participar en el PWAP i en el Projecte Federal d'Art, el seu treball va obtenir cert reconeixement en el món de l'art. Mentre estava inscrita en aquests programes governamentals va pintar amb un estil realista i els seus temes eren principalment escenes de carrer de l'època de la depressió i pensadors i líders comunistes. Algunes d'aquestes persones van ser la Mare Bloor, el poeta Kenneth Fearing i Pat Whalen. Va tenir una aventura amb un home anomenat Kenneth Doolittle que era un addicte a l'heroïna i un mariner. El 1934, va prendre 350 de les seves aquarel·les, pintures i dibuixos. En aquest moment, el seu espòs Carlos va proposar reunir-se, encara que al final la parella no es va reunir ni va presentar oficialment el divorci.
El seu món estava format per artistes, intel·lectuals i líders polítics del Partit Comunista, tots ells subjectes de les seves pintures. El seu treball va glorificar la subversió i la sexualitat, representant escenes capritxoses d'amants i nus, com una aquarel·la que va fer el 1935, Alice Neel i John Rothschild en el bany, que va mostrar als dos nus orinar. En la dècada de 1930, va guanyar reputació com a artista, i va establir una bona posició dins del seu cercle d'intel·lectuals del centre i líders del Partit Comunista. Encara que mai va ser membre oficial del Partit Comunista, la seva afiliació i simpatia amb els ideals del comunisme van romandre constants. En la dècada de 1930, es va mudar al Harlem espanyol i va començar a pintar als seus veïns, específicament dones i nens.

### Retrats nus femenins
L'estiu de 1930 va ser un període en la seva vida que va descriure "com un dels més productius" perquè va ser quan va pintar els seus primers nus femenins. Va ser durant el temps en què es va sentir més vulnerable a causa de la pèrdua dels seus fills i la separació del seu marit. Aquella tardor va sofrir una crisi nerviosa i va haver de ser institucionalitzada. Els seus temes van canviar; va passar de pintar retrats de gent comuna, família, amics, estranys i crítics d'art coneguts a nus femenins. El nu femení en l'art occidental sempre havia representat una "Dona" com a vulnerable, anònima, passiva i sense edat i l'objecte per excel·lència de la mirada masculina. No obstant això, els seus nus femenins contradeien i satiritzaven la noció i els estàndards del cos femení". Per aquest marcat contrast amb aquesta idea idealista prevalent de com el cos femení ha de ser retratat en l'art, els historiadors de l'art creuen que ella va ser capaç d'alliberar a les seves filles d'aquesta ideologia dominant que al seu torn els va donar una identitat i poder. A través del seu ús de "línia expressiva, paleta vibrant i intensitat psicològica", Neel no va descriure el cos humà d'una manera realista; va ser la manera en què va ser capaç de capturar i dignificar el punt de vista psicològic i intern dels seus residents el que va fer que els retrats fossin realistes. Per aquesta raó, molts crítics d'art avui descriuen als nus femenins de Neel com a retrats veraços i honestos, encara que en aquest moment les obres eren controvertides en el món de l'art perquè qüestionaven el paper tradicional de les dones. Neel sovint va pintar dones en interacció social o en espais públics, desafiant greument les "Esferes de la feminitat" que la majoria de les dones artistes del segle xix existien i treballaven dins. En altres paraules, es creu que Neel va desafiar les normes del rol de la dona en la llar i en la vida quotidiana de les seves pintures.
Un dels seus més coneguts retrats nus femenins de és el d'Ethel V. Ashton (1930; a la Tate Modern, Londres). Va descriure a la seva amiga de l'escola, Ethel, com molts historiadors de l'art van descriure com "gairebé lesionada amb autoconsciència per la seva pròpia exposició". El cos d'Ethel va ser exposat en una posició embullada, on va ser capaç de mirar a l'espectador directament en l'ull. Els ulls d'Ethel eren comunament descrits com a "subtils" i expressaven un sentit de por. Va pintar a la seva amiga a través d'una escala distorsionada que va agregar a la idea de "vulnerabilitat i por". Neel va dir de la imatge: "Gairebé es disculpa per viure. I mirin tots els mobles que ha de portar tot el temps". Pels mobles l'artista "es referia a les seves cuixes pesades, estómac inflat i pits pendulosos." Els elements formals de la pintura, la llum i l'ombra, les pinzellades, i el color es suggereixen per a agregar ànecs i humor a l'obra, però es fan de manera precisa per a transmetre un cert to, que és la vulnerabilitat. La pintura va ser exhibida 43 anys després en l'Exposició d'Antics Alumnes, on va ser severament criticada per molts crítics d'art i el públic en general. La reacció que va rebre la pintura va ser un fort desgrat ja que es pensava que anava en contra de les normes de com se suposava que els nus femenins havien de ser representats. Ethel, la dona nua, ho va veure en exhibició i "cremat fora de ràbia". La pintura particular del nu femení no era ni sexual ni afalagadora per a la forma femenina. No obstant això, l'objectiu de Neel no era pintar el cos femení d'una manera idealista, ella volia pintar d'una manera veraç i honesta. Per aquesta raó va pensar en si mateixa com un pintor realista.

### Anys de postguerra
El segon fill de Neel, Hartley, va néixer el 1941 del seu amant, l'intel·lectual comunista Sam Brody. Durant la dècada de 1940, va fer il·lustracions per a la publicació comunista, Mass & Mainstream, i va continuar pintant retrats des de la seva casa de luxe. No obstant això, el 1943 l'Administració d'Obres de Progrés va deixar de treballar amb Neel, la qual cosa va dificultar que l'artista fes costat als seus dos fills. Durant aquest temps, Neel robava en botigues i estava en assistència social per poder arribar a final de mes. Entre 1940 i 1950, l'art de Neel pràcticament va desaparèixer de les galeries, excepte una exposició el 1944. En la dècada de 1950, l'amistat de Neel amb Mike Gold i la seva admiració pel seu treball social realista li van donar una exposició en el Teatre New Playwrights. El 1959, fins i tot va fer una pel·lícula després que el director Robert Frank li demanés aparèixer al costat d'un jove Allen Ginsberg en la seva pel·lícula de beatnik, Pull My Daisy. A l'any següent, el seu treball va ser reproduït per primera vegada en la revista ARTnews.

### Dones nues embarassades
A mitjan dècada de 1960, moltes de les amigues de Neel s'havien quedat embarassades el que la va inspirar a pintar una sèrie d'aquestes dones nues. Els retrats ressalten, en lloc d'ocultar, els canvis físics i ansietats emocionals que coexisteixen amb el part. Quan se li va preguntar per què va pintar nus embarassades, Neel va respondre:
No és el que m'apel·la, és només un fet de la vida. És una part molt important de la vida i va ser descurada. Sento que com a subjecte és perfectament legítim, i la gent per una falsa modèstia, o per ser sissies, mai ho mostra, però és un fet bàsic de la vida. A més, plàsticament, és molt emocionant ... Crec que és part de l'experiència humana. Alguna cosa que van fer les primíparas, però els pintors moderns s'han allunyat perquè les dones sempre es feien com a objectes sexuals. Una dona embarassada té una reclamació finalitzada; ella no està a la venda.
Neel va optar per pintar els "fets bàsics de la vida" i creia fermament que aquesta forma de matèria és prou digna per a ser pintada en els nus, la qual cosa la va distingir d'altres artistes de la seva època. Els nus prenyats suggerits per la historiadora de l'art, Ann Temkin, van permetre a Neel "col·lapsar la dicotomia imaginària que polaritza a les dones en la Madonna cast o l'espectador de la puta perillosa" ja que els retrats eren de dones comunes que un veu per tots costats, però no en l'art.
Una de les seves obres que representa a una dona embarassada nua és Margaret Evans Pregnant (1978), ara en una col·lecció privada. Margaret va ser pintada mentre estava asseguda en cadira vertical que la va obligar a exposar el seu estómac embarassat encara més, que es va convertir en el punt central en el llenç. Just darrere de la cadira es va col·locar un mirall que li va permetre a l'espectador veure la part posterior del seu cap i coll. No obstant això, la reflexió miraculosa no s'assemblava en res al retrat frontal de Margaret. El motiu darrere d'aquesta secció particular de la pintura continua sent desconegut, però l'historiador de l'art Jeremy Lewison diu que la imatge és "un estrany doble de la comèdia i l'artista, presagiant l'edat més avançada", i suggereix que la reflexió és d'una dona més vella i sàvia i tal vegada una combinació de la reflexió de Margaret i Neel. Pamela Allara diu que Neel s'ha caracteritzat amb precisió com una "mena d'artista–sociòleg que va reviure i va redirigir el gènere moribund de retrats ameliorativos fusionant objectivitat amb subjectivitat, realisme amb expressionisme. En interpretar visualment l'habitus d'una persona, Neel va entendre que no podia ser una observadora objectiva, que les seves representacions inclourien necessàriament la seva pròpia resposta".

### Autoretrat de Neel i últimes pintures
Neel es va pintar en el seu vuitantè anniversari, asseguda en una cadira en el seu estudi. Es va presentar completament nua. Ella usava les seves ulleres i sostenia el seu pinzell a la dreta i un drap vell en l'altra mà. El color blanc del seu cabell i els diversos plecs de la seva pell nua indicaven la seva vellesa. Mentre es pintava asseguda en la cadira el seu cos s'enfrontava a l'espectador mentre el cap es tornava cap a l'espectador. El retrat es va completar el 1980, però l'havia començat a pintar cinc anys abans, abans d'abandonar-lo per un període. No obstant això, el seu fill Richard la va encoratjar a completar la obra i que va reprendre als seus primers anys 80, quan va ser convidada a participar en una exposició d'autoretrats en la Galeria Harold Reed de Nova York. Neel es va pintar d'una manera veraç mentre va exposar els seus sagaços pits i ventre perquè tots ho veiessin. En la seva última pintura va desafiar les normes socials del que era acceptable ser representat en l'art. El seu autoretrat va ser un dels seus últims treballs abans de morir. El 13 d'octubre de 1984, Neel va morir amb la seva família a l'apartament de la ciutat de Nova York per càncer de còlon avançat.
Va pintar l'escriptora i artista Kate Millett. Va utilitzar fotografies de Millett per a crear aquesta pintura perquè Millett s'havia negat a posar per a Neel. La pintura de Neel es va inspirar en el moviment feminista modern en la dècada de 1960. Durant aquest moviment Kate Millett va ser l'autora de Política Sexual. La carrera d'Alice Neel va començar a florir quan va ocórrer el moviment d'art feminista i la pintura de Kate Millett va representar una icona feminista. Neel es considera "col·leccionista d'ànimes" i va capturar la poderosa aura de Millett. Va pintar aquest retrat en un moment en què les dones lluitaven per la igualtat d'oportunitats i eren ignorades. Neel va crear aquest retrat per a dones que buscaven un mentor. En aquesta pintura única, Kate Millett està mirant directament a l'espectador i la seva mirada és molt impressionant. Neel va inculcar el retrat de Millett amb un sentit de confiança. Kate Millett va aparèixer en la revista Time el 25 de setembre de 2017, i Time la va dir "alta sacerdotessa" i que la Política Sexual era la bíblia feminista.

## Reconeixement
Cap a finals de la dècada de 1960, l'interès pel treball de Neel es va intensificar. L'impuls del moviment de dones va portar a una major atenció, i Neel es va convertir en una icona de les feministes. El 1970, va ser encarregada de pintar a l'activista feminista Kate Millett per a la portada de la revista Time. Millett es va negar a asseure's per a Neel; en conseqüència, la portada de la revista es va basar en una fotografia.
A mitjan dècada de 1970, Neel havia guanyat celebritat i alçada com a important artista estatunidenca. L'Acadèmia Americana i l'Institut d'Arts i Lletres van triar a Neel en 1976. El 1979, el president Jimmy Carter la va presentar pel premi National Women's Caucus for Art.
La vida i les obres de Neel es presenten en el documental Alice Neel, que es va estrenar en el Festival de Cinema de Slamdance 2007 i va ser dirigit pel seu net, Andrew Neel. La pel·lícula va rebre un llançament teatral a Nova York a l'abril d'aquest any.

## Exposicions
En 1943, el retrat nu femení de Neel Ashton va ser exposat en l'Exposició d'Antics Alumnes per primera vegada, 13 anys després de la creació de la pintura, i va rebre crítiques brutals dels crítics d'art i del públic en general. El 1974, l'obra de Neel va rebre una exposició retrospectiva en el Museu Whitney d'Art Americà. El 1980 va ser convidada a participar en una exposició d'autoretrats en la Galeria Harold Reed de Nova York, on el seu autoretrat va ser presentat per primera vegada. El 2000, el Museu Whitney de Nova York va organitzar un altre exposició amb motiu del centenari del seu naixement.
La primera exposició dedicada a les obres de Neel a Europa es va celebrar a Londres el 2004 en la Victoria Miro Gallery on Jeremy Lewison, qui havia treballat en el Tate, va ser el curador de la col·lecció. El 2001 el Museu d'Art de Filadèlfia va organitzar una retrospectiva del seu art titulat "Alice Neel". El 2010 va ser objecte d'una retrospectiva titulada "Alice Neel: Painted Truths", organitzada pel Museu de Belles Arts de Houston a Texas. L'exposició va viatjar a Whitechapel Gallery, Londres, i Moderna Museet Malmö, Malmö, Suècia. El 2013, la primera presentació important dels aquarel·les i dibuixos de l'artista es va presentar en el <i>Nordiska Akvarellmuseet</i> a Skärhamn, Suècia. El Moore College of Art va acollir una exposició en solitari del treball dels alumnes de Neel el 1971.
El 2017, Hilton Als va curar l'exposició "Alice Neel, Uptown", en la Victòria Miro Gallery de Londres. i el Deichtorhallen a Hamburg, Alemanya, va presentar l'exposició "Alice Neel - Pintora de la vida moderna".
Una retrospectiva de la labor de Neel oberta al març de 2021 en el Museu Metropolità d'Art. Titulat "Alice Neel: People Come First", l'exposició va comptar amb més de 100 obres i va ser la mostra més gran del treball de Neel a Nova York i la primera en dues dècades.

## Col·leccions
El treball de l'artista està representat en les principals col·leccions de museus, incloent:
- Institut d'Art de Chicago
- Museu d'Art Blanton
- Museu de Belles Arts de San Francisco
- Hirshhorn Museum and Escultura Garden, Washington, D. C.
- Museu d'Art d'Honolulu[42]
- Museu Jueu, Nova York
- Metropolitan Museum of Art, Nova York
- Moderna Museet, Estocolm
- Museu d'Art Contemporani, Los Angeles
- Museu de Belles Arts de Boston
- Museu de Belles Arts de Houston
- Museu d'Art Modern de Nova York, Nova York
- National Gallery of Art, Washington, D. C.[43]
- National Portrait Gallery, Washington, D. C.[44]
- Museu d'Art de Filadèlfia[45]
- Museu d'Art Modern de San Francisco[46]
- Speed Art Museum, Louisville, Kentucky
- Museu d'Art de Saint Louis, St. Louis Missouri
- Tate Modern, Londres
- Wadsworth Atheneum, Hartford, Connecticut
- Museu Whitney d'Art Americà, Nova York
- Worcester Art Museum, Massachusetts
- Yale University Art Gallery, New Haven, Connecticut

## Historial d'exposició seleccionat
- 1927: XII Salon Belles Artes
- 1927: Exposicion de Arte Nuevo (Sponsored by Revista de Avance)
- 1932: First Washington Square Outdoor Exhibit; Second Washington Square Outdoor Exhibit
- 1933: International Book and Art Shop (with Joseph Solman); Living Art: American French, German, Italian, Mexican and Russian Artists at the Mellon Galleries in Philadelphia
- 1936: A. C. A. Gallery, New York
- 1938: Contemporary Arts (First solo show and at least 3 group shows); A.C.A. Gallery, New York: The New York Group
- 1939: A.C.A. Gallery, New York: Second The New York Group Show
- 1944: Pinacotheca Gallery
- 1950: A.C.A. Gallery
- 1951: New Playwrights Theater
- 1954: A.C.A. Gallery: Two-One Man Exhibitions: Capt. Hugh N Mulzac, Alice Neel
- 1960: Old Mill Gallery, Tinton Falls, New Jersey
- 1962: Reed College, Portland, Oregon; Kornblee Gallery, New York: Figures; Zabriskie Gallery, New York, Portraits
- 1963: Graham Gallery, New York
- 1965: Hopkins Center, Dartmouth College; Academy of Arts and Letters, New York: Exhibitions of Paintings Eligible for Purchase under the Childe Hassam Fund
- 1966: Graham Gallery, New York
- 1967: Maxwell Galleries, San Francisco
- 1968: Graham Gallery, New York
- 1970: Graham Gallery, New York
- 1971: Moore College of Art and Design, Philadelphia
- 1972: Museu Whitney d'Art Americà, Nova York; Paa Ya Paa Art Gallery and Studio, Nairobi
- 1973: School of Visual Arts Gallery, New York: The Male Nude; Women's Interart Center and Women in the Arts
- 1974: Whitney Museum of Art, New York: Alice Neel a Retrospective
- 1975: The Georgia Museum of Art, Athens: Alice Neel: The Woman and Her Work
- 1977: Parsons School of Design, New York
- 1979: Graham Gallery, New York: Alice Neel: Exhibition of Watercolors and Drawings
- 1979: Alice Neel: A Retrospective Exhibition, Madison Art Center (Madison Museum of Contemporary Art), Madison, WI
- 1981: C. Grimaldis Gallery, Baltimore: Alice Neel '81: A Retrospective 1926-1981
- 1982: Robert Miller Gallery, New York: Alice Neel Non-Figurative Works
- 2017: Fondation Vincent van Gogh Arles, France. Alice Neel: peintre de la vie moderne, March 4 - September 17, 2017
- 2021: Metropolitan Museum of Art, Nova York: Alice Neel: People Come First, March 22 - August 1, 2021